# Psychotria artensis
Psychotria artensis là một loài thực vật có hoa trong họ Thiến thảo. Loài này được (Montrouz.) Guillaumin miêu tả khoa học đầu tiên năm 1930.